# Championnats du monde d'aquathlon 2008
Les Championnats du monde d'aquathlon 2008 présentent les résultats des championnats mondiaux d'aquathlon  en 2008 organisés par la fédération internationale de triathlon.
Les 11e championnats se sont déroulés à Monterrey au Mexique le 28 juin 2008.

## Résultats

### Élite
Distances parcourues
| Distances course (kilomètres) | Distances course (kilomètres) | Distances course (kilomètres) |
| Course à pied                 | Natation                      | Course à pied                 |
| ----------------------------- | ----------------------------- | ----------------------------- |
| 2,5                           | 1                             | 2,5                           |

| Rang               | Athlète           | Pays             | Temps       |
| ------------------ | ----------------- | ---------------- | ----------- |
| Médaille d'or      | Brent Foster      | Nouvelle-Zélande | 30 min 25 s |
| Médaille d'argent  | Antonio Mansur    | Brésil           | 30 min 28 s |
| Médaille de bronze | Crisanto Grajales | Mexique          | 30 min 39 s |

| Rang               | Athlète        | Pays    | Temps       |
| ------------------ | -------------- | ------- | ----------- |
| Médaille d'or      | Claudia Rivas  | Mexique | 34 min 30 s |
| Médaille d'argent  | Melody Ramirez | Mexique | 34 min 55 s |
| Médaille de bronze | Dunia Gomez    | Mexique | 35 min 12 s |

### Moins de 23 ans
Distances parcourues
| Distances course (kilomètres) | Distances course (kilomètres) | Distances course (kilomètres) |
| Course à pied                 | Natation                      | Course à pied                 |
| ----------------------------- | ----------------------------- | ----------------------------- |
| 2,5                           | 1                             | 2,5                           |

| Rang               | Athlète           | Pays    | Temps       |
| ------------------ | ----------------- | ------- | ----------- |
| Médaille d'or      | Crisanto Grajales | Mexique | 30 min 39 s |
| Médaille d'argent  | Jorge Ramirez     | Mexique | 33 min 58 s |
| Médaille de bronze |                   |         |             |

| Rang               | Athlète       | Pays    | Temps       |
| ------------------ | ------------- | ------- | ----------- |
| Médaille d'or      | Claudia Rivas | Mexique | 34 min 30 s |
| Médaille d'argent  |               |         |             |
| Médaille de bronze |               |         |             |

### Junior
Distances parcourues
| Distances course (kilomètres) | Distances course (kilomètres) | Distances course (kilomètres) |
| Course à pied                 | Natation                      | Course à pied                 |
| ----------------------------- | ----------------------------- | ----------------------------- |
| 1,25                          | 0,5                           | 1,25                          |

| Rang               | Athlète              | Pays    | Temps       |
| ------------------ | -------------------- | ------- | ----------- |
| Médaille d'or      | Jose Manuel Martinez | Mexique | 30 min 57 s |
| Médaille d'argent  | Ricardo Martinez     | Mexique | 30 min 59 s |
| Médaille de bronze | César Cardenas       | Mexique | 31 min 45 s |

| Rang               | Athlète              | Pays    | Temps       |
| ------------------ | -------------------- | ------- | ----------- |
| Médaille d'or      | Marina Saucedo       | Mexique | 33 min 33 s |
| Médaille d'argent  | Alejandra Villaseñor | Mexique | 35 min 43 s |
| Médaille de bronze | Claudia Ruiz         | Mexique | 37 min 53 s |

## Tableau des médailles
| Rang  | Nation           | Or | Argent | Bronze | Total |
| ----- | ---------------- | -- | ------ | ------ | ----- |
| 1     | Mexique          | 5  | 4      | 4      | 13    |
| 2     | Nouvelle-Zélande | 1  | 0      | 0      | 1     |
| 3     | Brésil           | 0  | 1      | 0      | 1     |
| Total | Total            | 6  | 5      | 4      | 15    |